# 科蘇梅爾礁國家公園

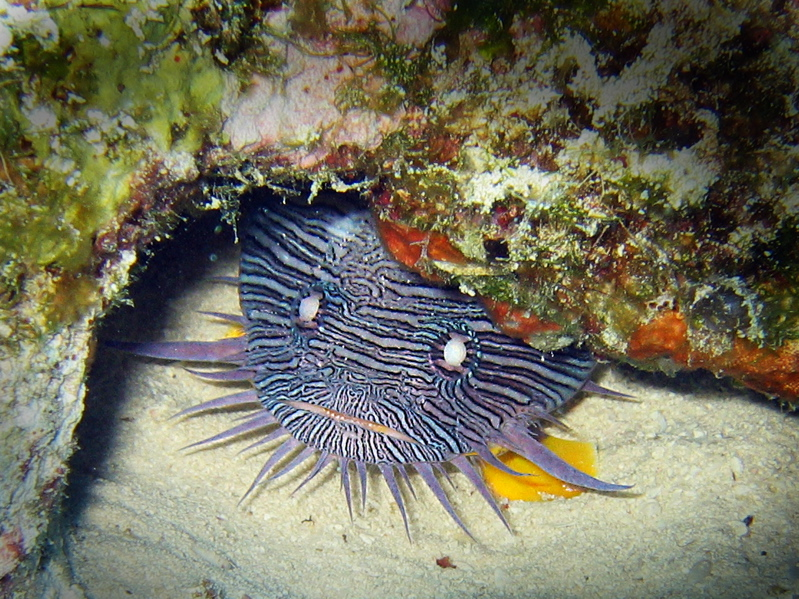

科蘇梅爾礁國家公園是墨西哥的國家公園，由金塔納羅奧州負責管轄，距離尤卡坦半島東岸約20公里，始建於1996年7月19日，面積120平方公里。